# Rajshahi University
University of Rajshahi (Bengali: রাজশাহী বিশ্ববিদ্যালয় Rājshāhi Bish-shobid-daloy) er et offentligt universitet, der er det næststørste i Bangladesh, i Râjshâhî, en by i det nordvestlige Bangladesh. Det blev grundlagt i 1953, det andet universitet, der blev etableret i det daværende østlige Pakistan. Universitetet rangeres som nummer tre på Bangladesh University Rankings i 2017.